# Godern
Godern – dzielnica gminy Pinnow w Niemczech, w kraju związkowym Meklemburgia-Pomorze Przednie, w powiecie Ludwigslust-Parchim, w Związku Gmin Ostufer Schweriner See. Do 31 grudnia 2011 była samodzielną gminą.